# Ptychoptera garhwalensis
Ptychoptera garhwalensis är en tvåvingeart som beskrevs av Alexander 1959. Ptychoptera garhwalensis ingår i släktet Ptychoptera och familjen glansmyggor. Inga underarter finns listade i Catalogue of Life.